# Geisterfischchen
Geisterfischchen (Ctenolepisma calvum) sind eine Spezies von flügellosen, beschuppten Insekten tropischen Ursprungs aus der Familie Lepismatidae, der auch das bekanntere Silberfischchen angehört.

## Beschreibung

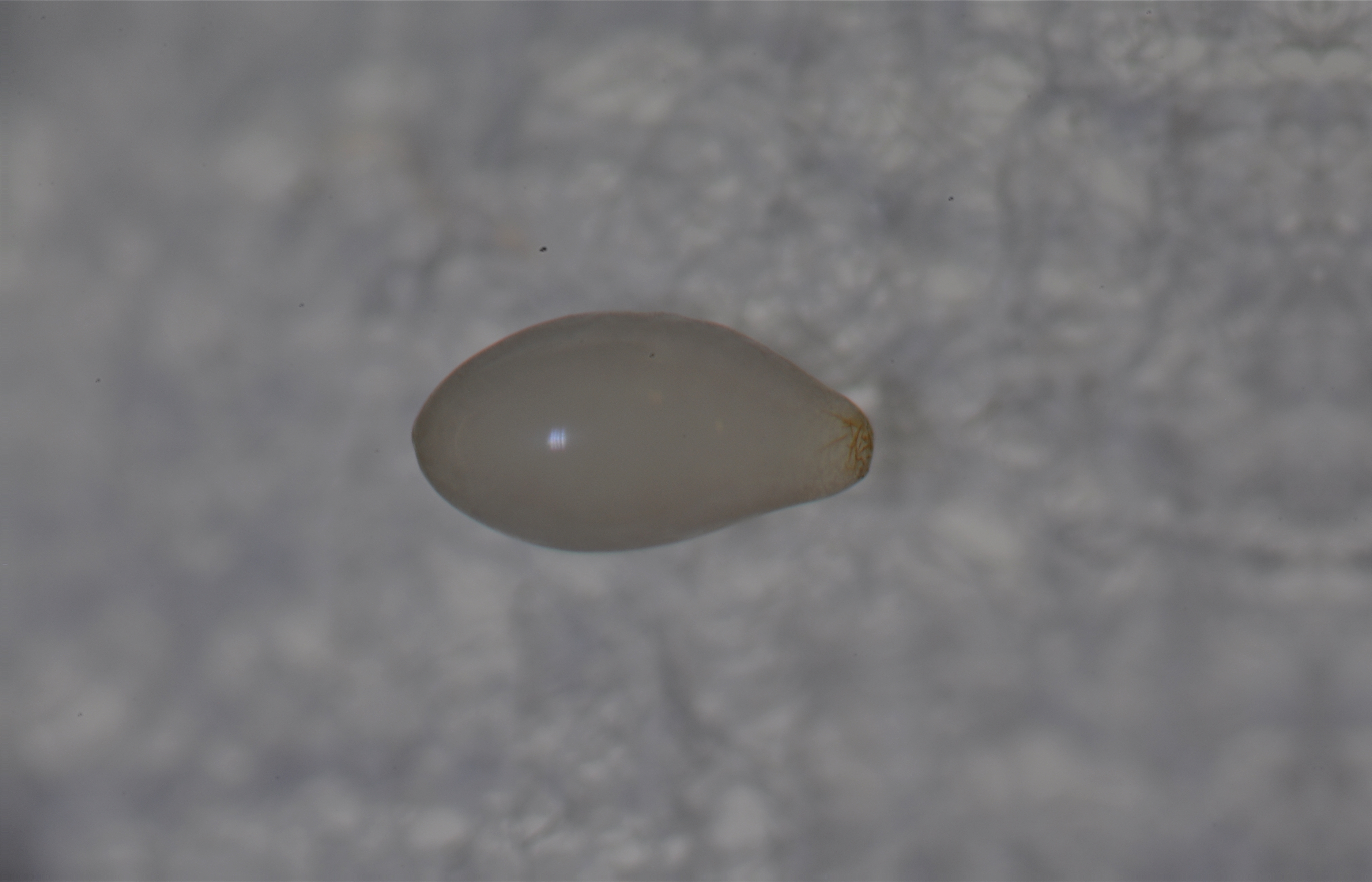
Ei von Ctenolepisma calvum

Die Art erreicht eine Körperlänge von acht Millimeter. Sie besitzt die typische, spindelförmige Körpergestalt der Fischchen, bei dieser Art ist der Umriss schmal, bei Aufsicht nahezu parallelseitig. Der Körper ist gelblichweiß gefärbt und dicht hellbraun beschuppt. Die Fühler erreichen ungefähr Körperlänge. Die Unterkiefertaster sind fünfgliedrig, die Lippentaster nur viergliedrig, mit einem scheibenförmig verbreitertem Endglied. Die kleinen Komplexaugen bestehen aus jeweils acht Ommatidien. Das Pronotum des Rumpfabschnitts ist vorn halbkreisförmig zur Aufnahme des Kopfes eingeschnitten. Am Hinterleib sitzen zwei paar Styli (gegliederte, auf Extremitätenanlagen zurückgehende Anhänge). Die drei Schwanzanhänge sind ungleich lang: Der mittlere, das Terminalfilum, ist länger als die Fühler, die beiden seitlichen Cerci erreichen etwa zwei Drittel der Körperlänge. Der Körper besitzt, neben der Beschuppung, einige Borsten, die, wie bei den verwandten Arten, gefiedert sind (d. h. jede Borste trägt einen Saum aus kleineren, davon abstehenden Haaren). Auffallend ist etwa eine büschelige Borstengruppe beiderseits der Einlenkung der Antennen.
Die Art ist von verwandten Arten an folgenden Merkmalen unterscheidbar: Der Ovipositor des Weibchens ist sehr lang, er steht weit über das Hinterleibsende nach hinten vor, er ist seitlich beborstet. Die Nota des Rumpfabschnitts tragen am Hinterrand nur jederseits eine kleine Borste, keine Borstenkämme aus mehreren gleich starken Borsten.

## Verbreitung

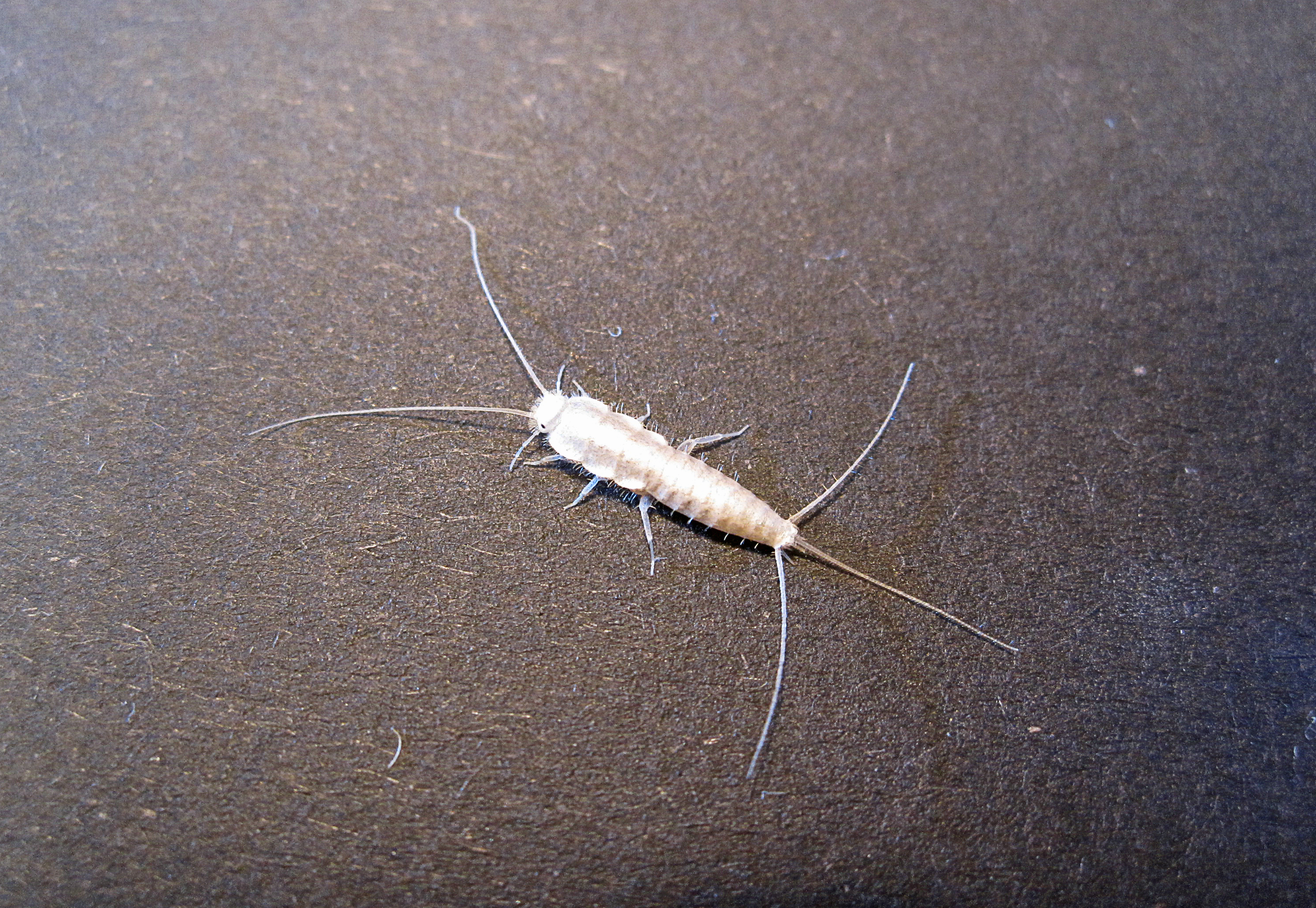
Ctenolepisma calvum, Naturkundemuseum Chemnitz

Die Art wurde in Colombo auf Ceylon von dem tschechischen Entomologen Jindřich Uzel entdeckt und im Jahr 1910 von Wolfgang Ritter beschrieben. Er beschrieb für diese Art eine neue Gattung Peliolepisma. Die Gattung wurde später von Jiří Paclt mit der Gattung Ctenolepisma synonymisiert. Danach wurde die Art auch in Amerika entdeckt, wo sie ausschließlich synanthrop, in Häusern, vorkommt. Funde liegen vor aus Guyana und aus Kuba, wo sie in der Hauptstadt Havanna recht häufig sein soll. Die amerikanischen Funde gehen vermutlich auf Einschleppung durch den Menschen zurück.
2017 wurden sie erstmals in Europa, in Chemnitz, entdeckt, unter anderem im dortigen Museum für Naturkunde. In der dazu herausgegebenen Pressemitteilung wurde der Trivialname „Geisterfischchen“ neu geprägt.